# USS Tripoli (LHA-7)
El USS Tripoli (LHA-7) de la Armada de los Estados Unidos es un buque de asalto anfibio tipo LHA de la Clase America. Fue puesto en gradas en 2014, botado en 2017 y comisionado en 2020.

## Diseño

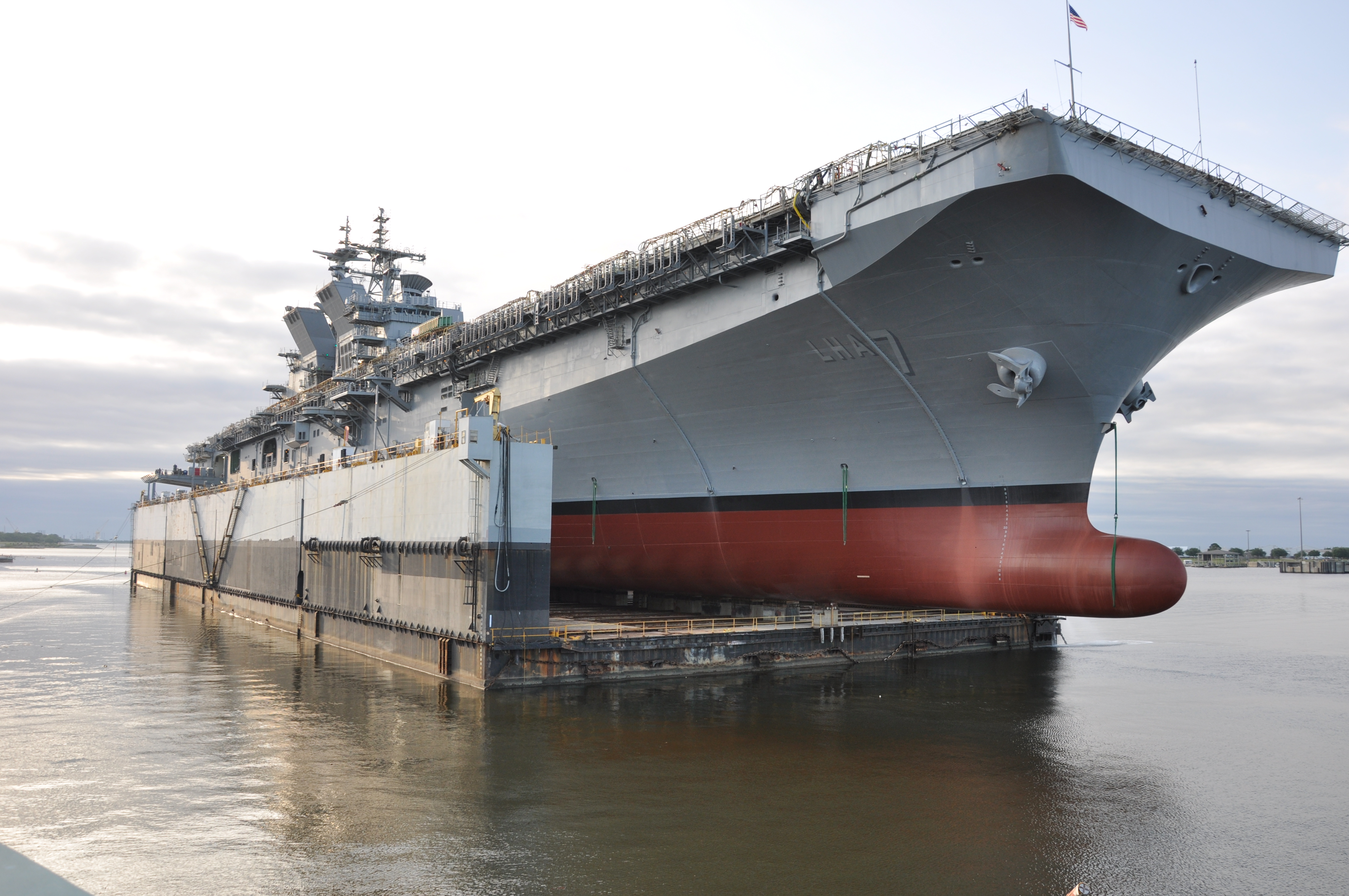
USS Tripoli (LHA-7) en 2017.

Tripoli es el tercer buque de la marina estadounidense nombrado para la batalla de Derne en 1805. Fue la victoria decisiva de un ejército mercenario conducido por un destacamento de infantes de marina de Estados Unidos y soldados contra las fuerzas de Trípoli durante la primera guerra berberisca. Fue la primera batalla terrestre registrada de Estados Unidos en el extranjero. El USS Tripoli (LHA7) ha sido botado por la Marina desde su astillero en Misisipi, siendo su segundo buque de asalto anfibio.
Puede realizar las tareas de un portaaviones ligero, además de las propias de una nave de asalto anfibia. Está diseñado para desembarcar a las fuerzas terrestres estadounidenses en las playas con un peso de 46 000 toneladas y es capaz de llevar hasta veinte aviones F-35B y un V-22 Osprey.
El USS Tripoli está diseñado para portar embarcaciones de desembarco, para una fuerza de 1800 infantes de marina junto con vehículos de asalto anfibios. Además, los aviones de combate F-35B pueden despegar verticalmente desde la cubierta.
La Marina de los Estados Unidos lo describe como un buque "optimizado para las capacidades de la aviación". USS Trípoli es el segundo de 11 buques en la clase America que se entregaron a la Marina de los EE. UU.

## Construcción

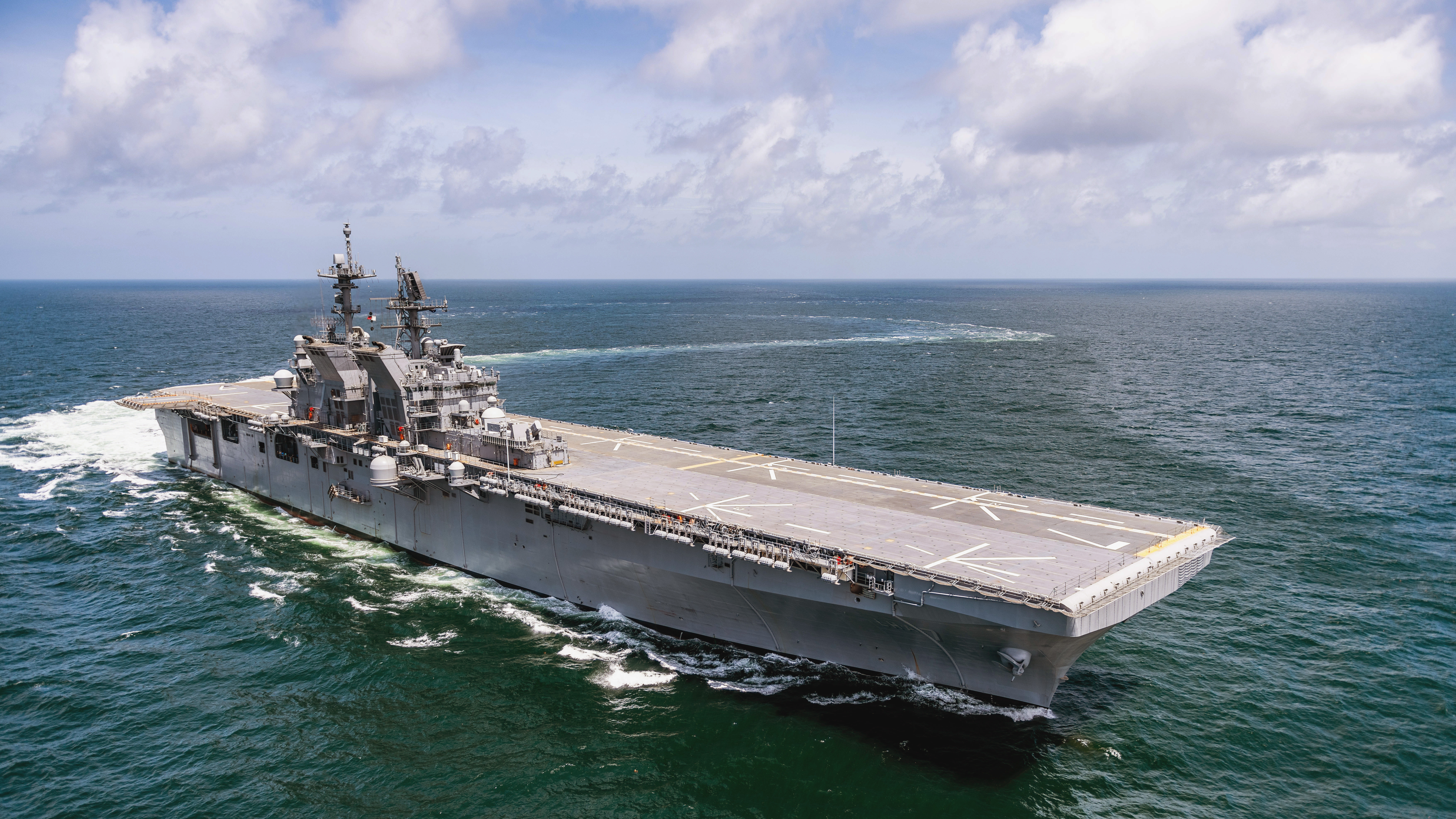
Trípoli en el Golfo de México durante su prueba en el mar el 15 de julio de 2019.

Su quilla se estableció el 22 de junio de 2014 en Huntington Ingalls Industries, Pascagoula, Misisipi. La fabricación de los componentes del barco comenzó en julio de 2013 y la quilla del barco se colocó en una ceremonia el 20 de junio de 2014 en Pascagoula. Trípoli se botó el 1 de mayo y luego se bautizó el 16 de septiembre de 2017, con Lynne Mabus, esposa del exsecretario de Marina Ray Mabus, como su patrocinadora.
Para 2019, Trípoli tenía aproximadamente un año de retraso en los programas de producción. El buque fue entregado a la Armada el 28 de febrero de 2020.

### Pandemia de covid
Durante la pandemia de COVID-19, el 17 de abril de 2020, The Wall Street Journal informó que funcionarios de la Marina habían declarado que al menos 9 marineros asignados al barco habían dado positivo por SARS-CoV-2. En ese momento, el barco estaba atracado en Pascagoula. Cerca de 630 marineros fueron sacados del barco como medida preventiva, lo que provocó que el brote se extendiera a solo "alrededor de un par de docenas de marineros". Como resultado de la pandemia, también se canceló la ceremonia pública de puesta en servicio del barco que originalmente se planeó en NAS Pensacola en junio. Posteriormente, Trípoli se puso en servicio el 15 de julio de 2020 en Pascagoula, Misisipi, donde se construyó el barco.

## Historial operativo

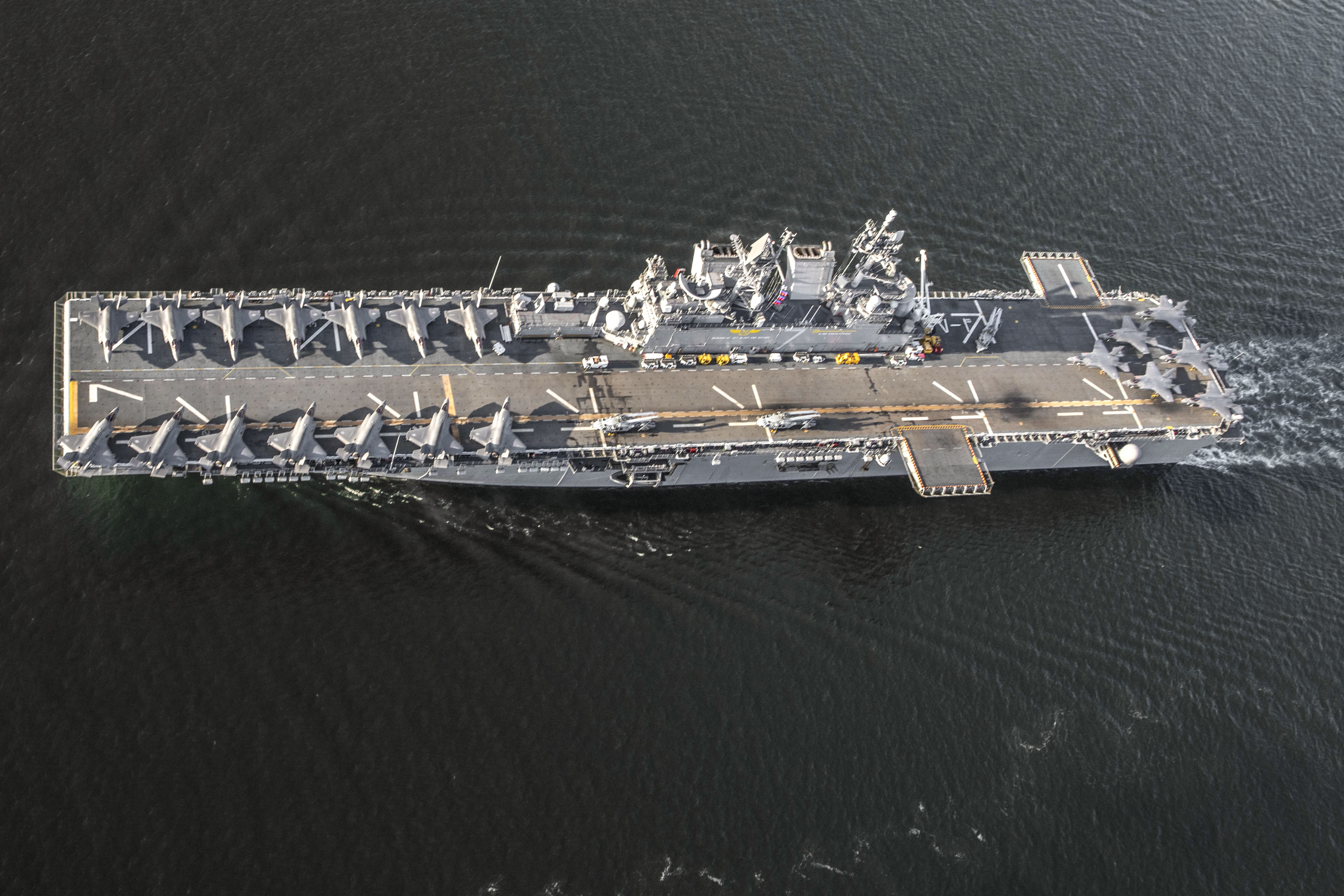
USS Trípoli con 20 aviones F-35B Lightning II, 7 de abril de 2022.

El USS Tripoli hizo un paso por el Estrecho de Magallanes (En el contexto de que el buque estaba haciendo un cambio de base) siendo este escoltado por el buque de la Armada de Chile OPV-83 "Marinero Fuente alba", En septiembre de 2020, El Trípoli completó un cambio de puerto base de Pascagoula, Misisipi a San Diego, California.
El 2 de mayo de 2022, Trípoli partió de la Estación Naval de San Diego hacia el Océano Pacífico Occidental en su despliegue inaugural, enfrentándose a 20 F-35B en un punto en una prueba del concepto de "portaaviones". El 25 de julio de 2022, hizo la transición a un papel listo para anfibios al embarcarse en la 31.ª Unidad Expedicionaria de la Infantería de Marina en la Base Naval de Okinawa, Japón, antes de transitar por el Mar de China Meridional para hacer una escala en el puerto de la Base Naval Changi de Singapur el 31 de agosto de 2022.

## Galería

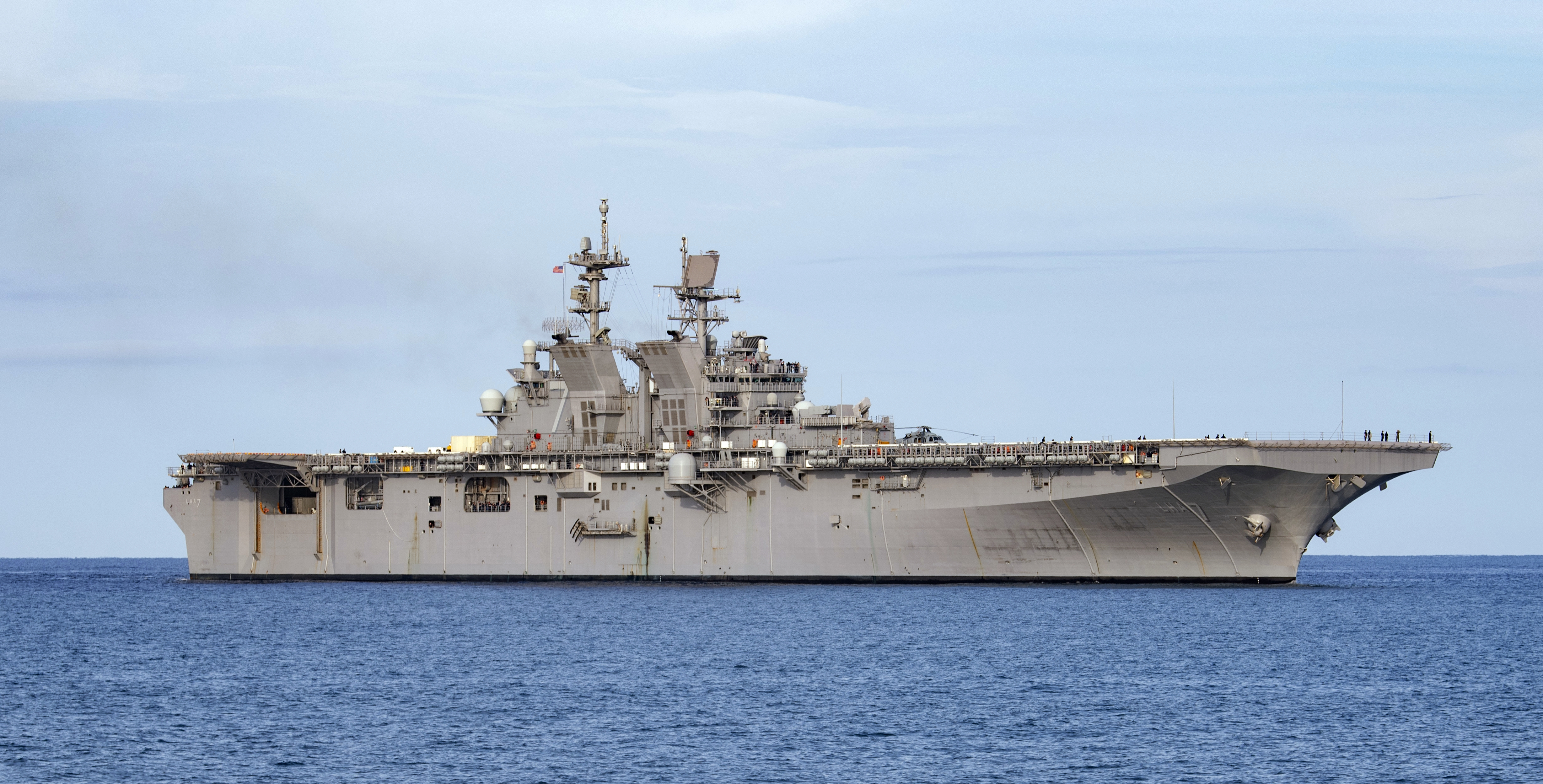
USS Trípoli en el Mar Caribe el 3 de agosto de 2020.
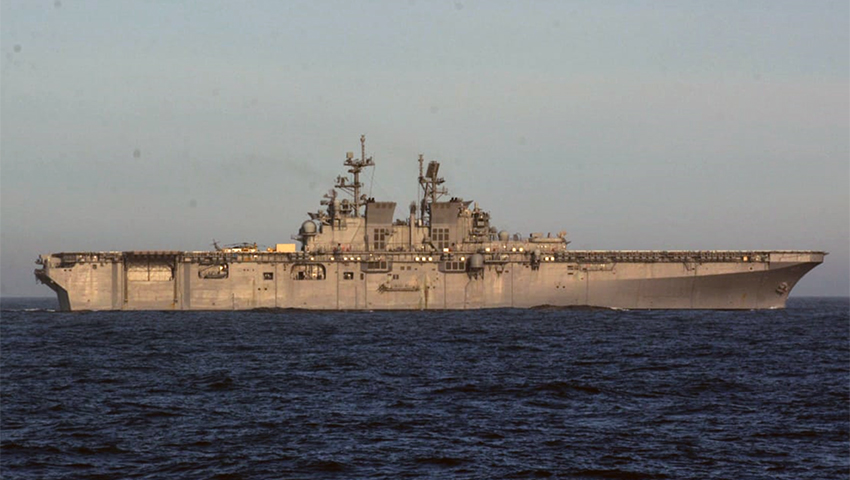
USS Tripoli en la zona económica exclusiva argentina el 23 de agosto de 2020.
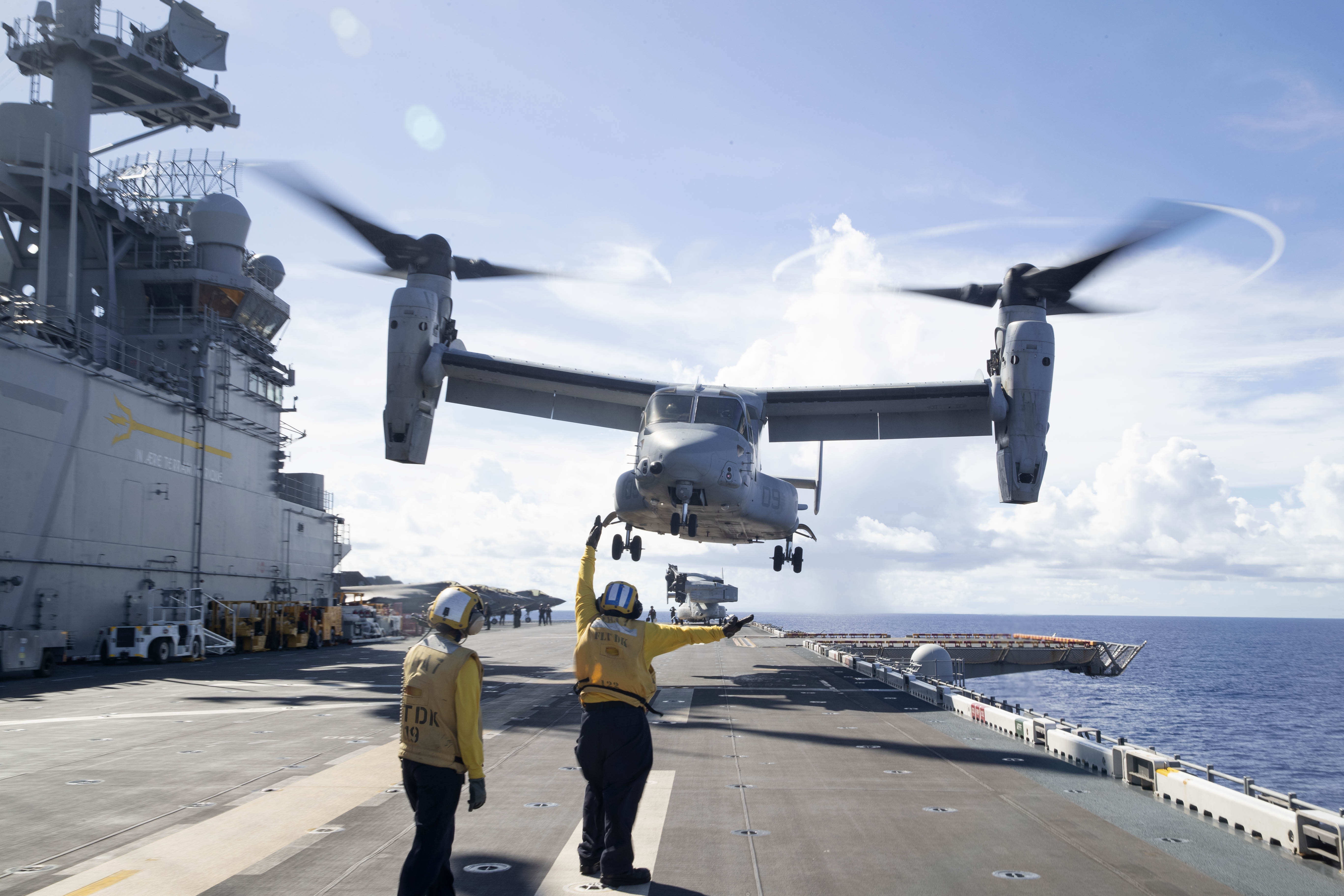
Un V-22 Osprey despega del USS Trípoli en 2022.
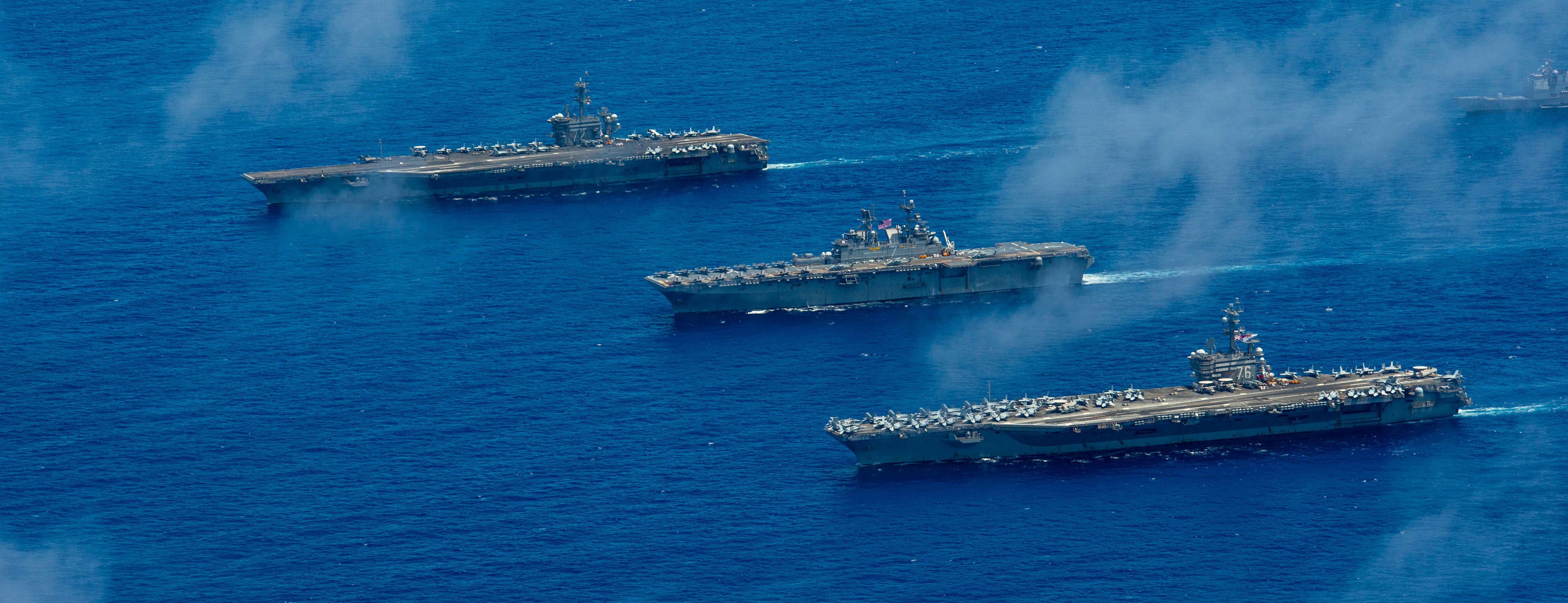
USS Ronald Reagan (CVN-76), USS Tripoli (LHA-7) y USS Abraham Lincoln (CVN-72) en 2022.